# Ogrodniki (województwo warmińsko-mazurskie)
Ogrodniki – wieś w Polsce położona w województwie warmińsko-mazurskim, w powiecie elbląskim, w gminie Milejewo na Wysoczyźnie Elbląskiej.
W latach 1975–1998 miejscowość położona była w województwie elbląskim.
Inne miejscowości o nazwie Ogrodniki: Ogrodniki

## Historia
Osada Ogrodniki powstała na początku XIV wieku. W roku 1457 na mocy przywileju nadanemu Elblągowi przez króla Kazimierza Jagiellończyka wieś weszła razem z okolicznymi miejscowościami w granice terytorium miasta Elbląga. Wieś okręgu sędziego ziemskiego Elbląga w XVII i XVIII wieku. Po zaborach miejscowość znalazła się w granicach Prus, a w okresie międzywojennym na terytorium III Rzeszy. Wieś nosiła wtedy niemiecką nazwę Baumgart. Od roku 1945 ponownie w granicach Polski.

## Atrakcje turystyczne
- Obelisk 700-lecia istnienia wsi